# Anastasija Stockaja
Anastasija Aleksandrovna Stockaja (in russo Анастасия Александровна Стоцкая?; Kiev, 7 ottobre 1982) è una cantante russa.

## Biografia
Dopo l'infanzia passata a Kiev, dove faceva parte del gruppo di danza Kijanočka, si è trasferita a Mosca con la propria famiglia. Dal 1994 ha lavorato in teatro, ha studiato coreografia, si è diplomata come "attrice di musical".
La sua prima partecipazione importante è stata nella pièce teatrale Guby ("Labbra") di Vladimir Nabokov; ha inoltre preso parte alle versioni russe di famosi musical teatrali come Notre Dame de Paris e Chicago, quest'ultimo prodotto da Filipp Kirkorov, che più tardi è divenuto il suo stesso produttore.
La sua prima canzone è stata Muzyka i ja ("La musica ed io"), realizzata nel 2003; il successo è arrivato lo stesso anno con il brano seguente, Veny-reki ("Le vene come fiumi"). A questa è seguita una cover di un classico americano, Can't take my eyes off you.
La presentazione di Veny-reki al concorso musicale "New Wave 2003" a Jūrmala (Lettonia) le ha dato la vittoria, e ha costituito il punto di svolta nella sua carriera. Nella stessa manifestazione ha anche duettato con Kirkorov nella canzone Vljublënnaja duša ("Un'anima innamorata").
In seguito ha preso parte ai film musicali Ženit'ba Figaro ("Le nozze di Figaro") e Dni angela ("I giorni dell'angelo").
Altri sue canzoni di successo nel 2004 sono state Daj mne pjat' minut ("Dammi cinque minuti") e un altro duetto con Filipp Kirkorov, I ty skažeš’ ("E tu dirai"). Più recentemente, Shadows dance all around me (2005).